# Álláskeresési tanácsadás
Az álláskeresési tanácsadás célja azok elhelyezkedésének elősegítése, akik munkát akarnak vállalni, de nem rendelkeznek az álláskereséshez szükséges ismeretekkel. Az álláskeresési tanácsadók segítenek ügyfeleiknek a munkával kapcsolatos döntések meghozásában. Kormányhivatalokban és közösségi alapú szervezeteknél dolgoznak. Az álláskeresési tanácsadás formái:
- egyéni álláskeresési tanácsadás,
- álláskeresési technikák oktatása,
- álláskereső klub. Az álláskereső klub az elhelyezkedés elősegítése céljából, álláskeresők részvételével rendszeresen tartott csoportos foglalkozás.